# Exochiton
Exochiton es un género de foraminífero bentónico considerado como nomen nudum e invalidado, y, aunque de estatus incierto, podría ser perteneciente al suborden Allogromiina del orden Allogromiida. No fue asignada su especie tipo, aunque Exochiton ramosum podría ser considerada como tal. Su rango cronoestratigráfico abarcaba el Holoceno.

## Discusión
Exochiton fue originalmente incluido en el grupo llamado Nus, junto con otros géneros de pared orgánica.

## Clasificación
Exochiton incluía a la siguiente especie:
- Exochiton ramosum